# Heijkenskjöld
Heijkenskjöld (även Heijkensköld) är en svensk adelsätt, som tidigare hette Heijke.

## Historik
Ättens äldste kände stamfader är Detlof Heijke, nämnd första gången 1643, som var kopparsmed och bruksmästare vid myntverket i Avesta. Han ska ha varit bördig från Lübeck, och ha varit en av de tyskar som Govert Silenz inkallade till Säter för att förbättra det svenska bergs- och järnbruket. Möjligen är denne Detlof Heijke den Detlof Andersson som nämns som bruksdräng 1637-1644, men inte därefter. Denne Detlof Heijke hade en Margareta Andersson till hustru, uppges i Anreps ättartavlor. De fick flera barn, däribland inspektoren i Avesta Anders Heijke (död 1724), faktoriföreståndaren Petter Heijke i Köping, samt Detlof Heijke.
Den senare av dessa, Detlof Heijke (1655-1709), blev brukspatron vid järnbruken i Gammelbo och Granhult. Hans hustru, Margareta Tilas, var faster till Daniel Tilas. De fick flera söner, däribland Daniel Heijke som var brukspatron vid Gammelbo, Carl Heijke som verkade vid Yxe (vars son Carl Detlof Heijke blev bergsråd), samt Detlof Heijke (1707-1775).
Detlof Heijke (1707-1775) var bergsråd och adlades år 1761 med namnet Heijkenskjöld. Ätten introducerades år 1774 på nummer 1 983. Han köpte upp 3/4 av Hällefors silververk, Bredsjö, och ärvde andelar av faderns bruk i Gammelbo och Granhult. Hans hustru var Catharina Elisabeth Hising, vars bror Johan Hisinger adlades Hisinger.
Bland deras barn fanns Margareta, gift Cronhielm af Flosta, Catharina, gift Blåfjeld, sonen Carl Fredrik som var hovrättsråd men barnlös, och Christian som var kapten och kammarherre men barnlös. Den senare av dessa köpte upp Yxe och Jerle men gick 1812 i konkurs. Ätten fortlevde med två söner, Adolph och Detlof Heijkenskjöld d.y.
Detlof Heijkenskjöld d.y. blev bergsråd som fadern och köpte upp återstoden av Hällefors. Hans hustru var Ulrica Lovisa Victorin vars mor hette var född i släkten Halenius och var syster till den Johan som adlades Hallencreutz. Deras dotter Margareta Charlotta Heijkenskjöld introducerade Hälleforsdräkten och företog resor till Jerusalem. Hon var ogift men hennes systrar gifte sig Mörner af Morlanda och von Wright. Hennes bror Carl Gustaf Heijkenskjöld övertog Hällefors bruk efter fadern, men hans två barn, två söner, avled före honom, varmed den äldre grenen av ätten slöts på svärdssidan.
En bror till Detlof Heijkenskjöld d.y., major Adolph Heijkenskjöld, köpte upp Älvsbacka järnbruk och tillhörande Östanås herrgård. Hans hustru var kusinen Christina Sophia Hising. Deras äldste son Detlof Heijkenskjöld (1780-1831) var bergsråd och brukspatron vid Granhult. Sonen Ludvig Detlof Heijkenskjöld var en av Erik Gustaf Geijers närmaste vänner och var en "stamgöt" i Götiska förbundet.
Till släkten hör flera brukspatroner, som ägt Klotens järnbruk, Malingsbo, Skinnskatteberg, förutom ovanstående bruk. Flera personer har varit framstående riksdagsmän, däribland Detlof Heijkenskjöld d.y., Ludvig Detlof Heijkenskjöld, Selim Heijkenskjöld. Carl Heijkenskjöld författade Bergsregementets historia 1937-1938, och släktens historia skrevs av Syster Heijkenskjöld. Gustaf Heijkenskjöld var uppfinnare, och hans dotter Märta Heijkenskjöld är en av Sveriges främsta simhopperskor genom tiderna.
Den 31 december 2022 var 76 personer med efternamnet Heijkenskjöld folkbokförda i sverige. 10 personer hade efternamnet Heijke.

## Personer med efternamnet Heijkenskjöld
- Adolf Heijkenskjöld (1850–1901), militär och idrottsledare
- Annika Heijkenskjöld (1922–2009), formgivare
- Detlof Heijkenskjöld den äldre (1707–1775), bergmästare
- Detlof Heijkenskjöld den yngre (1751–1824), bruksägare och riksdagsman
- Ludvig Detlof Heijkenskjöld (1784–1852), militär
- Margaretha Heijkenskjöld  (1781–1834), resnär
- Selim Heijkenskjöld (1807–1871), bruksägare och riksdagsman